# Zilveren priemkever
De zilveren priemkever (Bembidion argenteolum) is een keversoort uit de familie van de loopkevers (Carabidae). De wetenschappelijke naam van de soort werd in 1812 gepubliceerd door August Ahrens.